# Кац, Даниэль
Даниэль Кац (фин. Daniel Katz; род. 25 ноября 1938, Хельсинки, Финляндия) — финский писатель еврейского происхождения, награждённый высшей государственной наградой для деятелей искусства — медалью «Pro Finlandia» (2015).

## Биография
Родился 25 ноября 1938 года в Хельсинки. Предки писателя были выходцами из Полоцка (Витебская губерния, Российская империя).
Окончил Хельсинкский университет, получив степень кандидата гуманитарных наук. Работал учителем еврейской истории в еврейской школе при Хельсинкской синагоге. Позднее работал тренером по классической борьбе, лесорубом, бурильщиком при прокладке тоннеля «Кармелит» (Хайфа, Израиль) и переводчиком.
В 1969 году вышел его дебютный роман «Как мой прадедушка на лыжах прибежал в Финляндию» (фин. Kun isoisä Suomeen hiihti), в трагикомической форме рассказывающий об истории семьи писателя в период с начала XX века до Второй мировой войны.

## Награды
- Государственная литературная премия (за сборник басен «Любовь берберского льва и другие истории», 2009)
- Премия Рунеберга
- 2015 — медаль «Pro Finlandia»[2]